# M1 (ミサイル)
M1潜水艦発射弾道ミサイル（M1 MSBS） はフランス初の潜水艦発射弾道ミサイル。
M1 MSBSは、フランス初の潜水艦発射弾道ミサイルである（MSBSはフランス語Mer-Sol Balistique Stratégiqueの略で潜水艦発射弾道ミサイルを意味する）。
M1は2段式の固体燃料エンジンのロケットで、ル・ルドゥタブル級弾道ミサイル原子力潜水艦（Classe Le Redoutable SNLEs (Sous-marin Nucléaire Lanceur d'Engins)) に1971年から1975年の間搭載され、1974年から1975年にかけて後継のM2に置き換えられた。